# Satyromani
 Denne artikel bør gennemlæses af en person med fagkendskab for at sikre den faglige korrekthed.

Satyromani er psykisk sindslidelse, der går under navnet Nymfomani blandt kvinder.
Satyromani er blot betegnelsen for højere seksuelt behov blandt mænd.
Satyromani er en sjældent psykisk lidelse der findes blandt mænd, med højere seksuelt behov, end den gennemsnitlige mand.[kilde mangler]
Satyromaner har som Nymfomaner ingen seksuelle hæmninger og kan derfor mangle ægte kærlighedsfølelse.
I sjældne tilfælde udvikler lidelsen sig til Skizofreni.[kilde mangler]
Flertallet af voldtægtsforbrydere, der overfalder tilfældige kvinder, menes at være Satyromaner.[kilde mangler]